# Frederikshavnmotorvejen
Autostrada M80 (duń. Frederikshavnmotorvejen) - autostrada w Danii biegnąca z północy na południe z portu promowego w Frederikshavn do węzła Vendsyssel, gdzie krzyżuje się z autostradami Nordjyske Motorvej (M70) i Hirtshalsmotorvejen (M90).
Na większej części trasy obowiązuje ograniczenie prędkości do 130 km/h, natomiast przy samym Frederikshavn maksymalna dozwolona prędkość jazdy wynosi 110 km/h.
Autostrada oznakowana jest jako E45.

## Odcinki międzynarodowe
Droga na całej długości jest częścią trasy europejskiej E45.